# Still Bay
Die Still Bay (afrikaans Stilbaai) ist eine Meeresbucht an der südafrikanischen Küste des Indischen Ozeans. Ihre Wasserflächen grenzen an das Territorium der Hessequa-Lokalgemeinde an. Das größte und einzige Fließgewässer mit einer Mündung in der Bucht ist der Goukou River (früher: Kafferkuils River).
Der Name der Bucht nimmt Bezug auf die ruhigen Wasserverhältnisse in diesem Meeresabschnitt der Küstenlinie.

## Beschreibung
Die Bucht stellt einen Abschnitt in der Landschaft Duineveld dar, die sich insgesamt von der Walker Bay bis zur Mossel Bay hinzieht. Die zwischen 10 und 30 Meter hohen Dünenabhänge bilden keine Wanderdünen, da sie weitgehend mit Vegetation bedeckt sind. Grasbewachsene Flächen und Küstenmacchie („Rhenosterbusch“) treten abwechselnd auf. Die sich vom Ort Stilbaai nach Osten erstreckende Küstenlinie ist nahezu unbewohnt und durch einige kleine, auch private Naturschutzgebiete gekennzeichnet. Im Hinterland geht die überwiegend von Dünen geprägte Küstenebene in das Vorland der Gebirgskette Langeberg über.
An der Küste der Bucht gibt es nur zwei urbane Ansiedlungen. Dazu gehört der gleichnamige Ort Stilbaai. Die Siedlung ist von der naturbelassenen Dünenlandschaft eingebettet, deren Vegetation einen dichten Bewuchs bildet. Die Mündung des Goukou River wird als Badestrand genutzt.
Eine Straßenbrücke über das Ästuar des Goukou River beim Ortsteil Stilbaaihoogte verbindet das Ortszentrum auf seinem Westufer mit dem Ortsteil Lappiesbaai am Ostufer. Auf beiden Seiten gibt es eine kleine Landebahn für Flugzeuge. Auf dem Straßenwege erreicht man die Bucht und den Ort auf der 26 Kilometer langen Regionalstraße R305, die südöstlich bei Riversdale von der Nationalstraße N2 abzweigt.
Von Stilbaai West führt eine regionale Verbindungsstraße zu dem westlich und da endend sowie am Rande der Bucht gelegenen Ferienort Jongensfontein.

## Schutzgebiete
Die Bucht wurde als Marine Protected Area (MPA) 2008 unter Schutz gestellt. Zusammen mit dem landseitigen Geelkrans Nature Reserve besteht ein umfassender Schutzstatus (unter CapeNature) der Küstenzone. Das Fischen ist in einigen Bereichen erlaubt. Untersagt ist es jedoch in Geelkrans, Skulpiesbaai und dem Goukou-Ästuar. Der Mündungsbereich des Goukou River war das erste Ästuar in der Provinz, das in ein Meeresschutzgebiet von Südafrika eingebunden worden ist.

## Geschichte

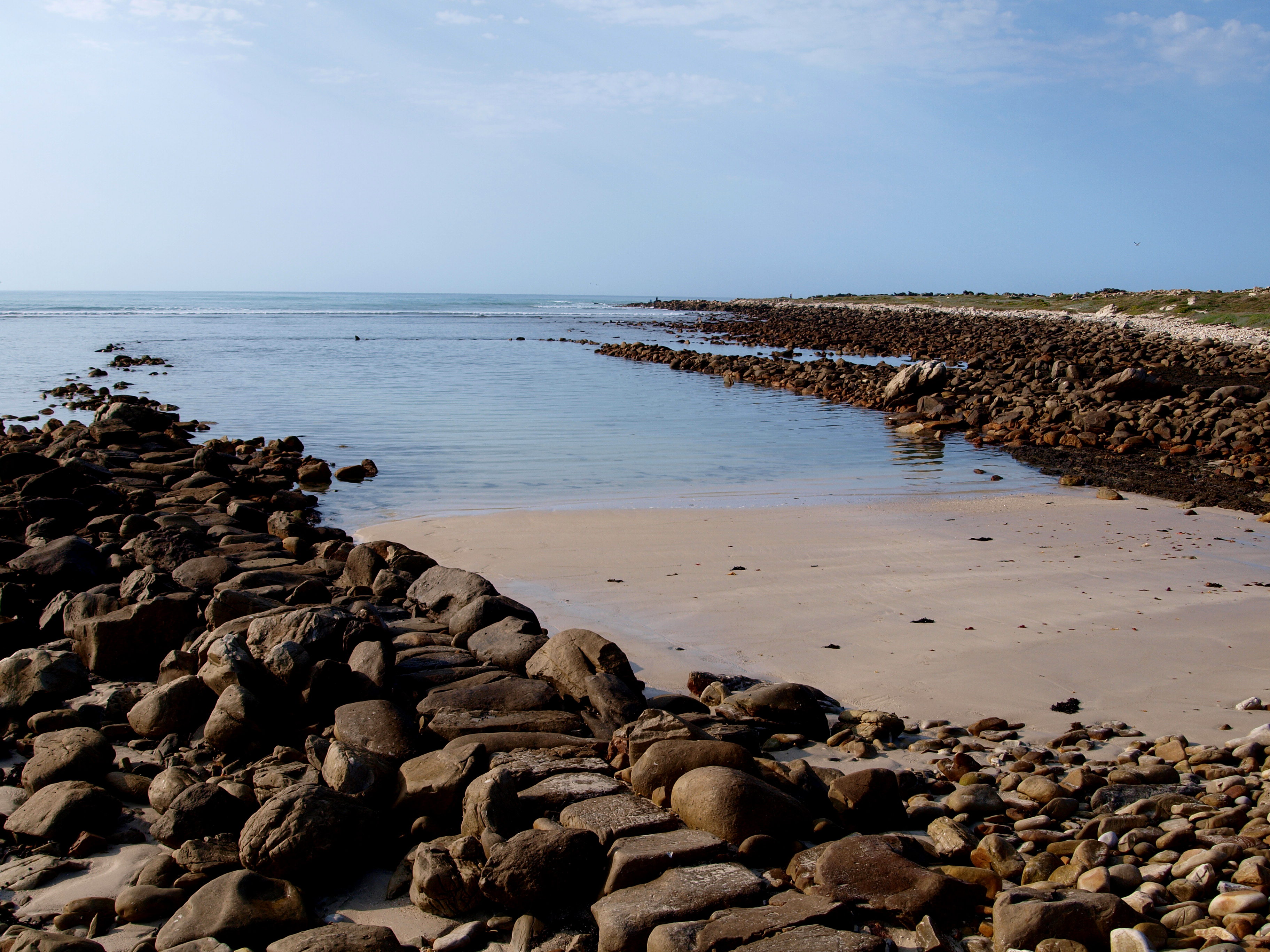
Steinzeitliche Fischfalle in Südafrika

Archäologen fanden in einigen Abschnitten der Bucht prähistorische Anlagen des Fischfangs in Form von mit Steinen abgegrenzter Becken, die bei Niedrigwasser der Gezeiten eine Falle für Fische darstellten. Sie wurden von indigenen Gruppen genutzt, die als Jäger und Sammler lebten und hier seit dem 18. Jahrhundert durch die Einwanderung der europäischen Siedler verdrängt wurden. Das mögliche Alter dieser baulichen Anlagen kann unter Zugrundelegung von Meeresspiegeldaten nach Schätzungen 2000 bis 3000 Jahre betragen.